# 榎本武揚
榎本 武揚（えのもと たけあき、1836年10月5日〈天保7年8月25日〉- 1908年〈明治41年〉10月26日）は、幕末・明治期の武士（幕臣）、海軍軍人、政治家、外交官。海軍中将正二位勲一等子爵。

## 概要
伊能忠敬の弟子であった幕臣榎本武規（箱田良助）の次男として生まれる。昌平坂学問所、長崎海軍伝習所で学んだ後、幕府の開陽丸発注に伴いオランダへ留学した。帰国後、幕府海軍の指揮官となり、戊辰戦争では旧幕府軍を率いて蝦夷地を占領、蝦夷共和国の総裁となる。箱館戦争で敗北し降伏後2年半投獄されたが、敵将黒田清隆の尽力により助命され、釈放後明治政府に仕えた。開拓使で北海道の資源調査を行い、駐露特命全権公使として樺太・千島交換条約を締結したほか、外務大臣、海軍卿、駐清特命全権公使を務め、内閣制度開始後は逓信大臣、文部大臣、外務大臣、農商務大臣などを歴任、子爵となった。また、殖民協会を創立し、メキシコに殖民団を送ったほか、東京農業大学の前身である徳川育英会育英黌農業科や、東京地学協会、電気学会など数多くの団体を創設した。

## 名称
通称は釜次郎（かまじろう）、号は梁川（りょうせん）。榎、釜を分解した「夏木 金八（なつき きんぱち）」という変名も使用していた。俗に「ぶよう」と呼ばれることもあった 。

## 生涯

### 生い立ち
1836年（天保7年）、江戸下谷御徒町柳川横町（現在の東京都台東区小島付近・柳川藩の藩邸の隣り）、通称・三味線堀の組屋敷で西丸御徒目付・榎本武規の次男として生まれる。
幼い頃より友野霞舟の門に入り漢学を修め、近所に住んでいた田辺石庵に入門し儒学を学んだ後、1851年（嘉永4年）、昌平坂学問所に入学。1853年（嘉永6年）に修了するが、修了時の成績は最低の丙であった。1854年（安政元年）、箱館奉行の堀利煕の従者として蝦夷地箱館（現在の北海道函館市）に赴き、蝦夷地・樺太巡視に随行。1855年（安政2年）、昌平坂学問所に再入学する（翌年7月退学） が、同年長崎海軍伝習所の聴講生となった後、1857年（安政4年）に第2期生として入学。海軍伝習所では、カッテンディーケやポンペらから機関学、化学などを学んだ。カッテンディーケは伝習所時代の榎本を高く評価していた。
翌1858年（安政5年）海軍伝習所を修了し、江戸の築地軍艦操練所教授となる。また、この頃ジョン万次郎の私塾で英語を学び、後に箱館戦争をともに戦う大鳥圭介と出会う。

### オランダ留学

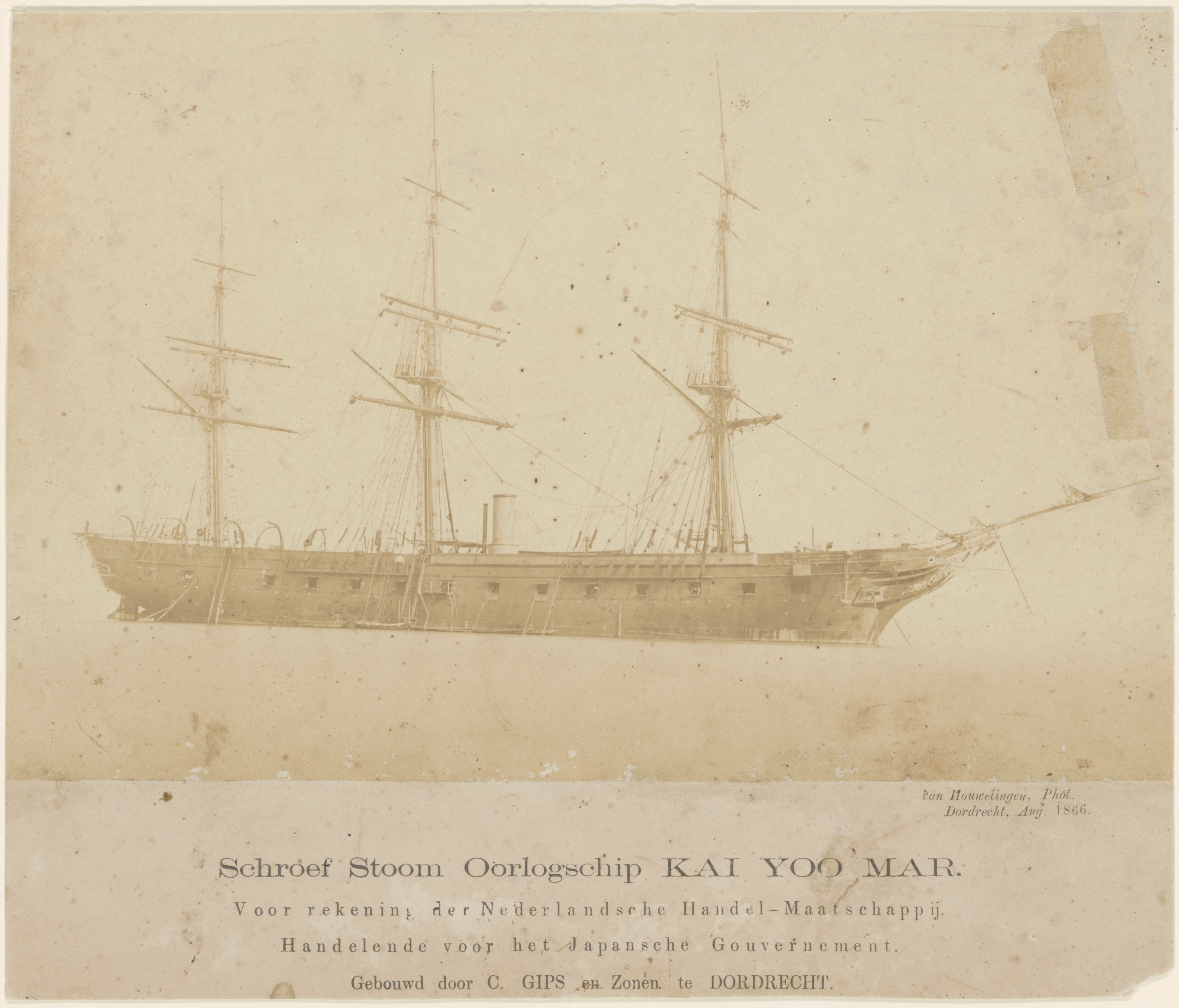
開陽丸（1866年頃）

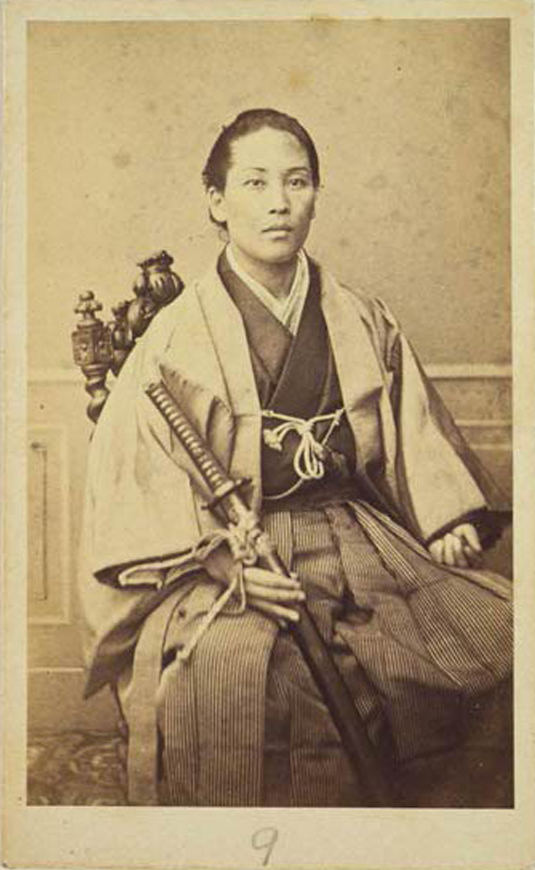
1864年オランダのハーグにて

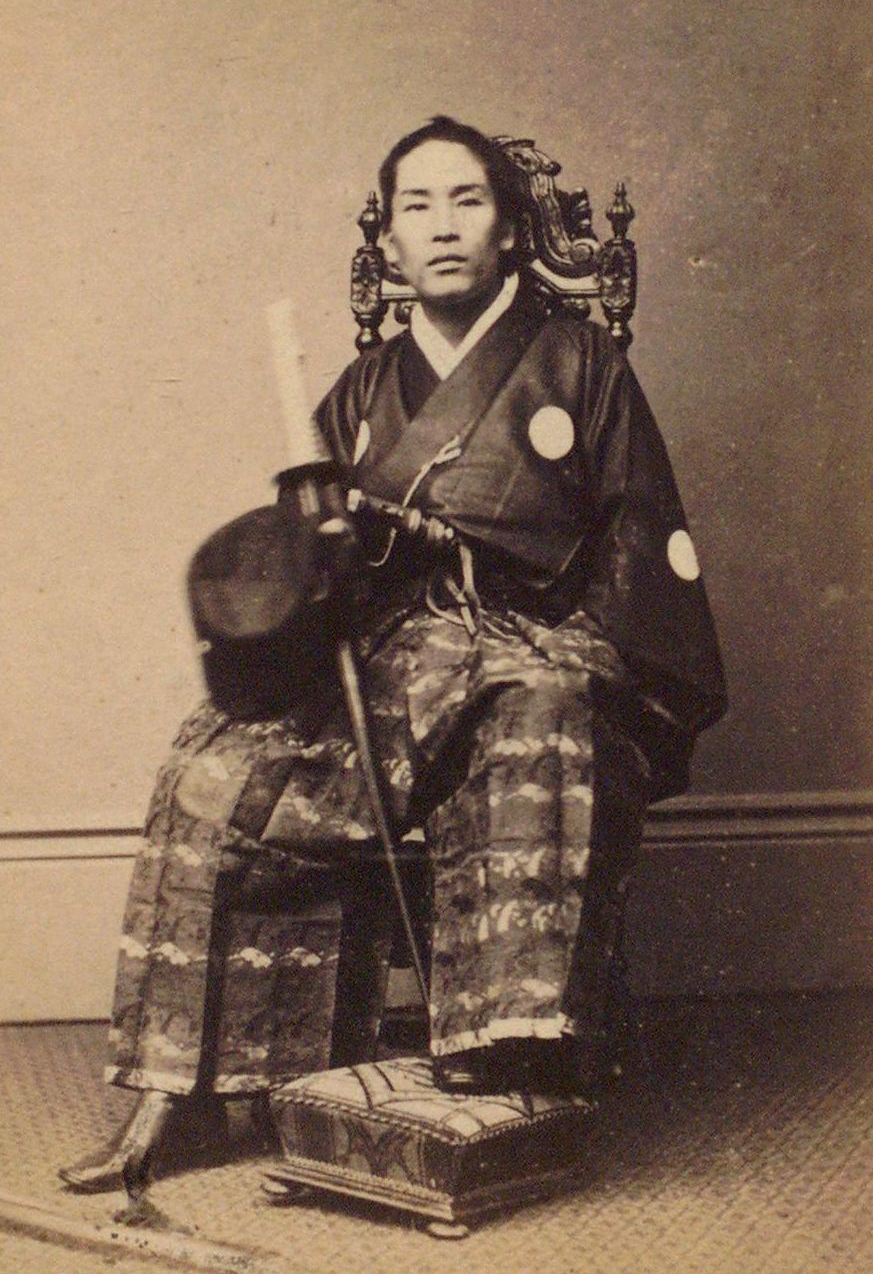
オランダ留学時代の榎本武揚（1863～1866年）

1861年（文久元年）11月、幕府はアメリカに蒸気軍艦3隻を発注するとともに、榎本・内田正雄・澤太郎左衛門・赤松則良・田口俊平・津田真道・西周をアメリカへ留学させることとした。しかし、南北戦争の拡大によりアメリカ側が断ったため、翌1862年（文久2年）3月にオランダに蒸気軍艦1隻（開陽丸）を発注することとし、留学先もオランダへ変更となった。
同年6月18日、留学生一行は咸臨丸で品川沖から出発。途中、榎本、沢、赤松、内田が麻疹に感染したため下田で療養し、8月23日長崎に到着。9月11日、オランダ船カリップス号で長崎を出航、バタビアへ向かう。ジャワ島北方沖で暴風雨に遭い、船が座礁し無人島へ漂着するが、救出されてバタビアで客船テルナーテ号に乗り換える。セントヘレナ島でナポレオンの寓居跡などを訪ねた後、1863年（文久3年）4月18日、オランダ・ロッテルダムに到着した。オランダでは当時海軍大臣となっていたカッテンディーケやポンペの世話になった。榎本はハーグで下宿し、船舶運用術、砲術、蒸気機関学、化学、国際法を学んだ。
1864年（元治元年）2月から3月にかけ、赤松則良とともに第二次シュレースヴィヒ＝ホルシュタイン戦争を観戦武官として見学した。プロイセン・オーストリア軍の戦線を見学した後、デンマークに渡り、同軍の戦線を見学した。その後、エッセンのクルップ本社を訪れ、アルフレート・クルップと面会した。また、フランスが幕府に軍艦建造、購入を提案したことを受け、内田とパリへ赴き、フランス海軍と交渉したほか、赤松とイギリスを旅行、造船所や機械工場、鉱山などを視察した。
1866年（慶応2年）7月17日に開陽丸が竣工し、同年10月25日、榎本ら留学生は開陽丸とともにオランダのフリシンゲン港を出発、リオデジャネイロ、アンボイナを経由して、1867年（慶応3年）3月26日、横浜港に帰着した。
5月10日に幕府に召し出され、100俵15人扶持、軍艦役・開陽丸乗組頭取（艦長）に任ぜられる。7月8日に軍艦頭並 となり、布衣を許される。9月19日に軍艦頭となり、和泉守を名乗る。同年、オランダ留学生仲間の林研海の妹（奥医師・林洞海の長女）・たつと結婚した。

### 戊辰戦争

#### 阿波沖海戦・大坂撤退
1867年末には幕府艦隊を率いて大坂湾へ移動しており、京都での軍議にも参加していた。翌1868年（慶応4年）1月2日、大坂湾から鹿児島へ向かっていた薩摩藩の平運丸を攻撃した。薩摩藩の抗議に対し榎本は、薩摩藩邸焼き討ち以来、薩摩藩とは戦争状態にあり港湾封鎖は問題ないと主張。更に1月4日には、兵庫港から出港した薩摩藩の春日丸ほかを追撃、阿波沖海戦で勝利した。鳥羽・伏見の戦いでの旧幕府軍敗北を受けて、榎本は江戸幕府軍艦奉行並兼幕府海軍海軍総裁・矢田堀景蔵ともに幕府陸軍と連絡を取った後、1月7日に大坂城へ入城した。しかし徳川慶喜は既に6日夜に大坂城を脱出しており、7日朝、榎本不在の開陽丸に座乗した後、8日夜に江戸へ引き揚げていた。
榎本は大坂城に残された銃器や刀剣などを運び出し、城内にあった18万両を勘定奉行並小野友五郎とともに順動丸と翔鶴丸に積み、自身は新撰組や旧幕府軍の負傷兵らとともに富士山丸に乗り、12日に大阪湾を出発、15日、江戸に到着した。1月23日、幕府海軍海軍副総裁に任ぜられる。榎本は徹底抗戦を主張したが、恭順姿勢の慶喜は採り上げず、幕府海軍海軍総裁の矢田堀も慶喜の意向と幕府陸軍陸軍総裁の勝海舟の即時停戦と江戸城無血開城の旨に従い、榎本のクーデターにより榎本派が旧幕府艦隊を支配した。

#### 旧幕府艦隊の脱走

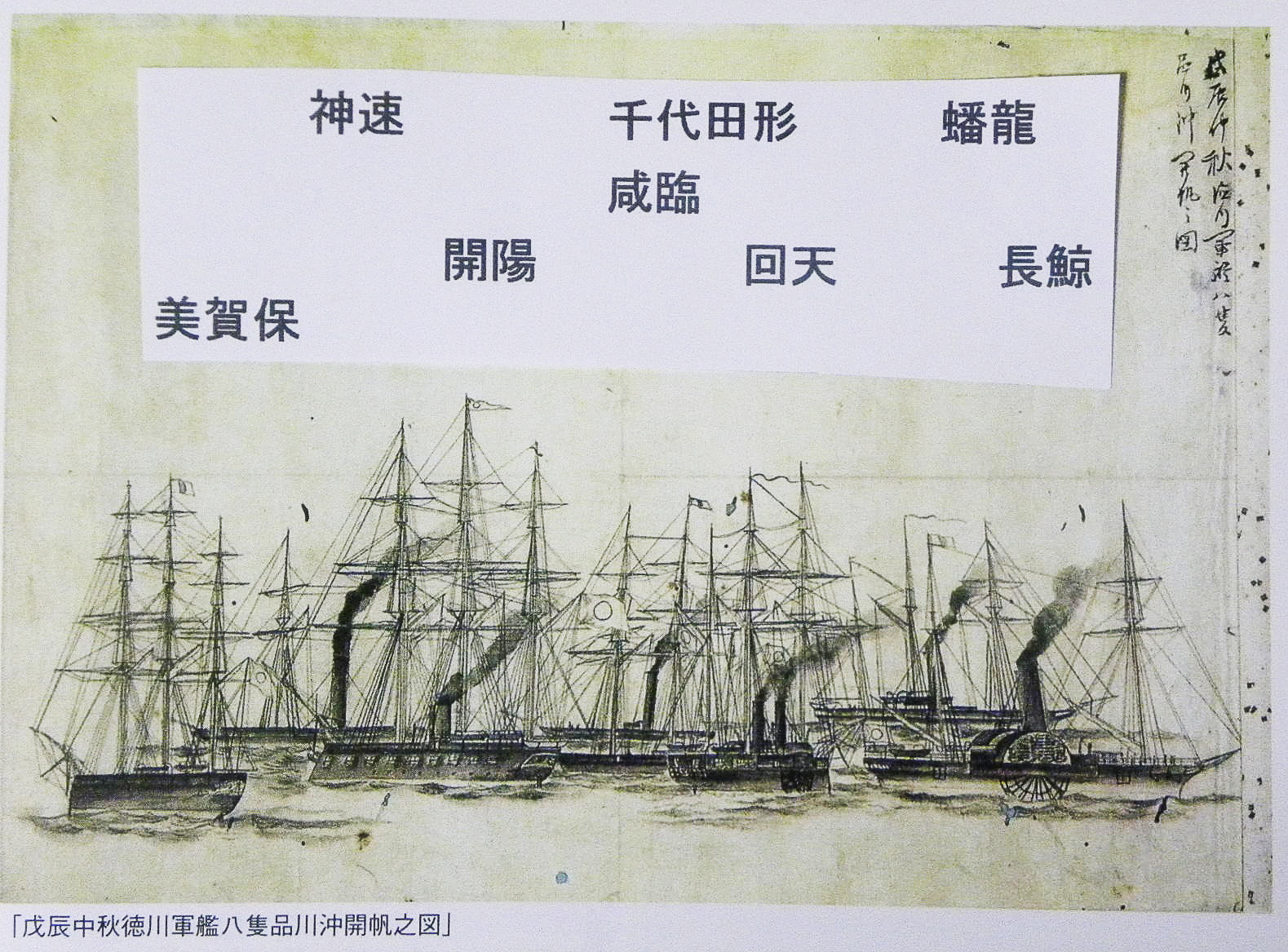
「戊辰中徳川軍艦八隻品川沖開帆之図」（1868年）

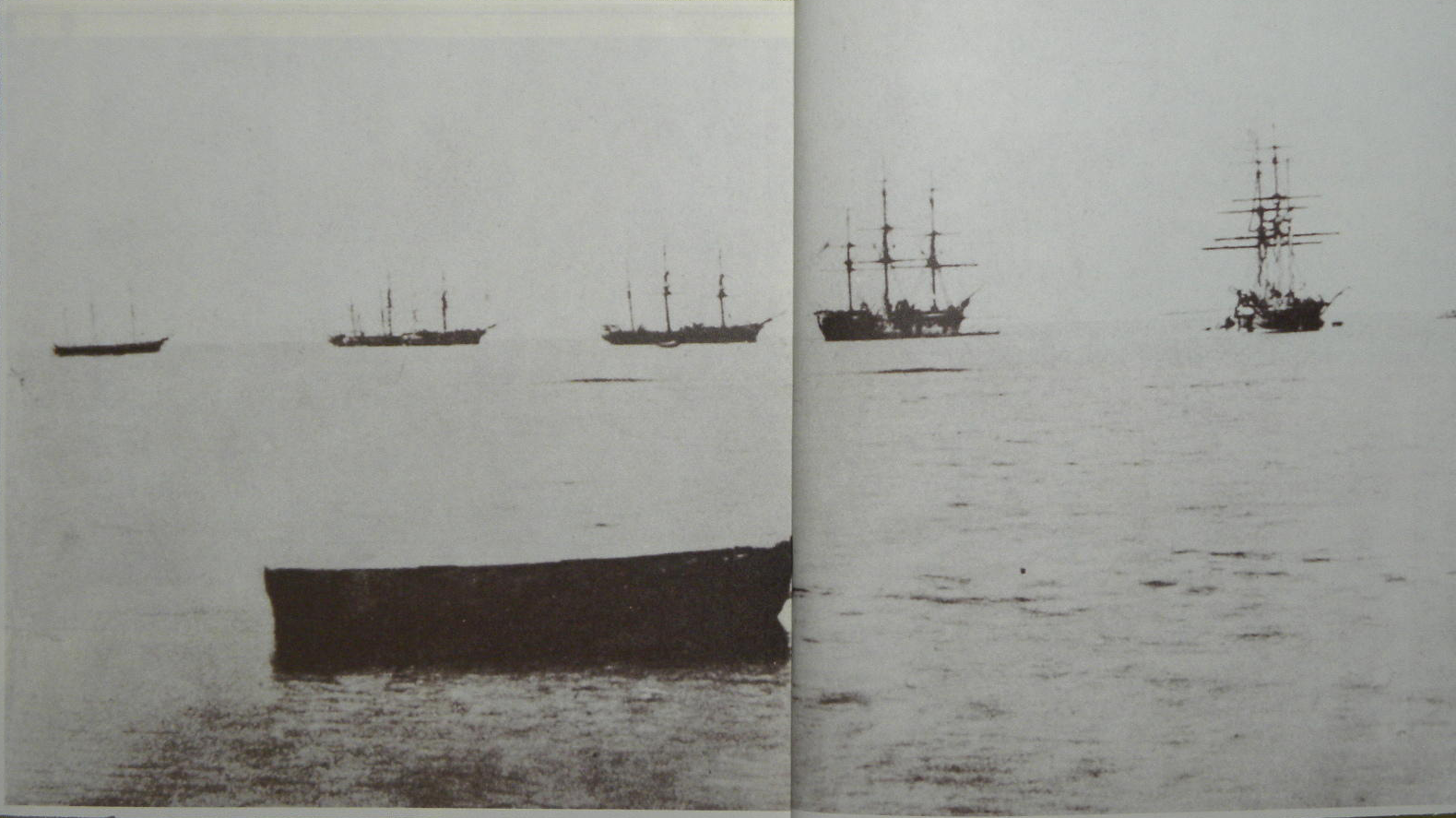
品川沖の旧幕府艦隊

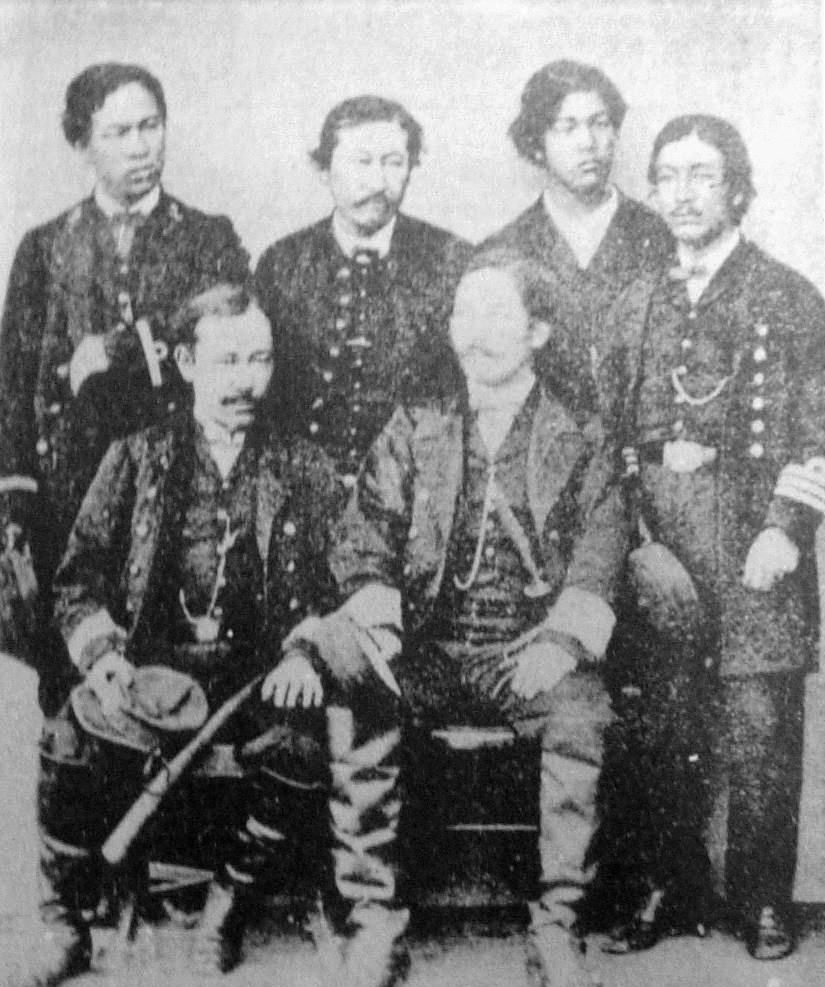
後列左から小杉雅之進、榎本道章、林董三郎、松岡磐吉、前列左から荒井郁之助、榎本武揚

同年4月11日、新政府軍は江戸開城に伴い降伏条件の一つである旧幕府艦隊の引渡を要求するが、幕府海軍副総裁の榎本は拒否しクーデターを実行、人見勝太郎や伊庭八郎が率いる遊撃隊を乗せ、悪天候を口実に艦隊8隻で品川沖から安房国館山に脱走した。勝海舟の説得により4月17日に品川沖へ戻り、4隻（富士山丸・朝陽丸・翔鶴丸・観光丸）を新政府軍に引渡したが、開陽等の主力艦の温存に成功した。榎本はなおも抵抗姿勢を示し、閏4月23日には勝に艦隊の箱館行きを相談するが反対される。5月24日に徳川宗家の駿河・遠江70万石への減封が決定。榎本は移封完了を見届けるとしつつも、配下の軍艦で、遊撃隊や請西藩主・林忠崇に協力して館山藩の陣屋を砲撃した上、小田原方面へ向かう彼らを館山から真鶴へ輸送したほか、輪王寺宮や脱走兵を東北地方へ運ぶなど旧幕府側勢力を支援した。7月には奥羽越列藩同盟の密使（仙台藩・横尾東作、会津藩・雑賀孫六郎、米沢藩・佐藤市之允）と会い、7月21日、列藩同盟の参謀を務めていた板倉勝静・小笠原長行宛に支援に向かう旨の書状を出した。
8月に入ると密かに脱走準備を進め、8月4日、勝に軽挙妄動を慎むよう申しわたされるが、8月15日に徳川家達が駿府に移り移封が完了する と、榎本は8月19日、抗戦派の旧幕臣とともに開陽丸、回天丸、蟠竜丸、千代田形、神速丸、美賀保丸、咸臨丸、長鯨丸の8艦からなる旧幕府艦隊を率いて江戸を脱出し、奥羽越列藩同盟の支援に向かった。この艦隊には、元若年寄・永井尚志、陸軍奉行並・松平太郎、彰義隊や遊撃隊の生き残り、そして、フランス軍事顧問団の一員だったジュール・ブリュネとアンドレ・カズヌーヴなど、総勢2,000余名が乗船していた。江戸脱出に際し、榎本は「檄文」と「徳川家臣大挙告文」という趣意書を勝海舟に託している。
房総沖で暴風雨に襲われ艦隊は離散し、咸臨丸・美賀保丸の2隻を失うが、8月下旬頃から順次、寒風沢島に到着した。9月2日、榎本、ブリュネ、カズヌーブは仙台城で伊達慶邦に謁見する。翌日以降、仙台藩の軍議に参加するが、その頃には奥羽越列藩同盟は崩壊しており、9月12日に仙台藩も降伏を決定した。これを知った榎本と土方は登城し、執政・大條孫三郎と遠藤文七郎に面会し、翻意させようとするが果たせず、出港準備を始めた。旧幕府艦隊は、幕府が仙台藩に貸与していた太江丸、鳳凰丸を艦隊に加え、桑名藩主・松平定敬、大鳥圭介、土方歳三らと旧幕臣の伝習隊、衝鋒隊、仙台藩を脱藩した額兵隊など、合わせて約3,000名を収容。新政府軍の仙台入城を受けて、10月9日に仙台から石巻へ移動した。このとき、新政府軍・平潟口総督四条隆謌宛てに旧幕臣の救済とロシアの侵略に備えるため蝦夷地を開拓するという内容の嘆願書を提出している。10月11日には横浜在住のアメリカ人でハワイ王国総領事であったユージン・ヴァン・リードから、ハワイへの亡命を勧められるが断っている。榎本と土方は石巻の豪商である毛利屋理兵衛の自宅に逗留していたが、仙台藩の態度に憤慨した土方は刀で柱に傷を付けたとされる。この住宅は後に解体されたが、柱だけは保管されている。仙台藩は領内での戦闘を危惧し、旧幕府軍に物資を渡し退去してもらおうとしたが財政難により捻出が難しかったため、毛利屋理兵衛に調達を依頼した。10月12日、提供された物資を積み込んで出航。途中、幕府が仙台藩に貸与したが無頼の徒に奪われ海賊行為を行っていた千秋丸を気仙沼で拿捕、宮古湾で補給の後、蝦夷地へ向かった。

#### 箱館戦争

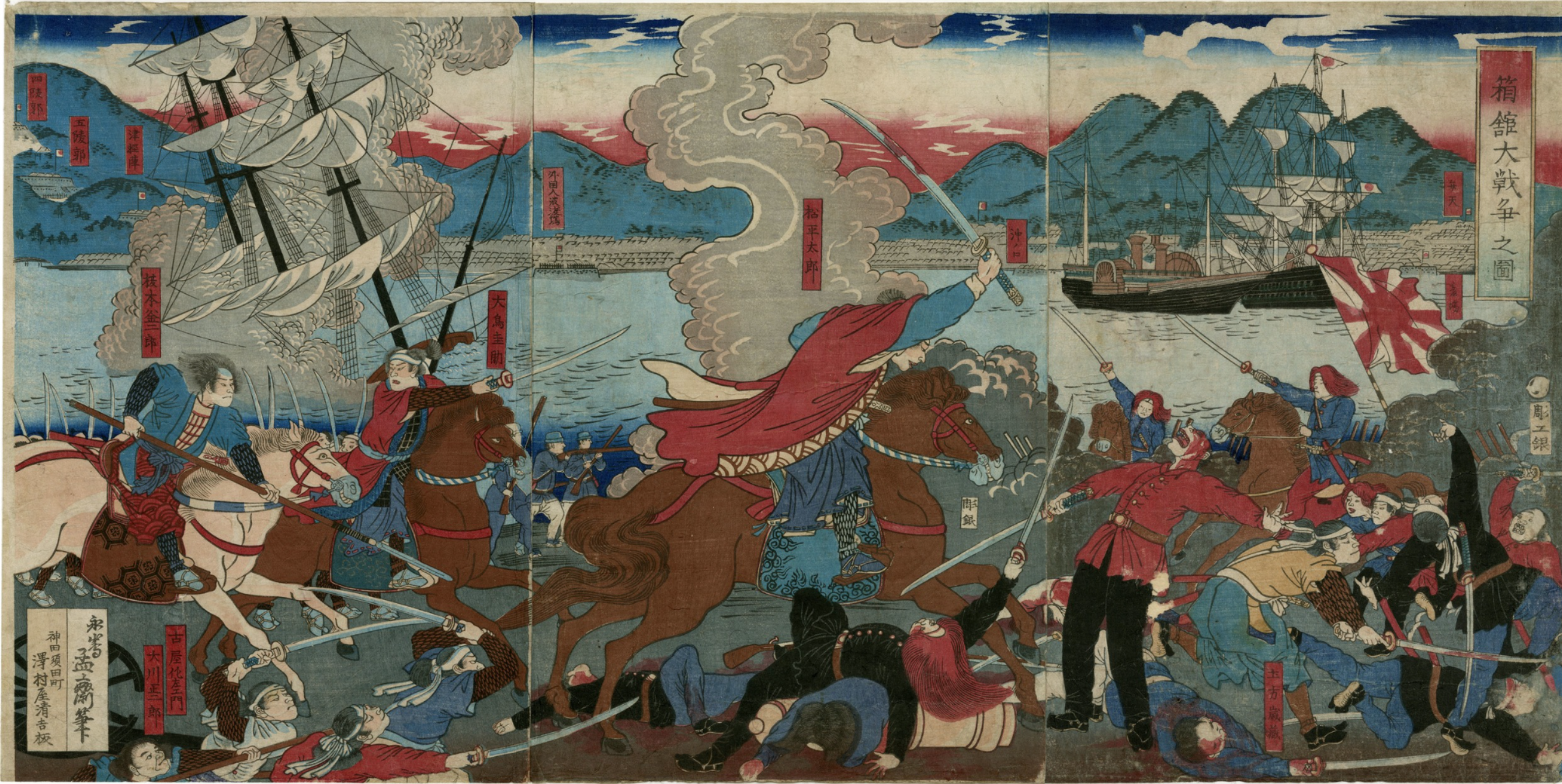
「箱館大戦争之図」永嶌孟斎画
一番左の白馬に乗り槍を持った人物が榎本。

五稜郭

蝦夷地に着いた旧幕府軍は、10月20日に箱館の北、内浦湾に面する鷲ノ木（現在の森町）に上陸した。二手に分かれて箱館へ進撃、各地で新政府軍を撃破し、10月26日に五稜郭を占領、榎本は11月1日に五稜郭に入城した。その後、松前藩を攻撃するが、開陽丸を江差攻略に投入した際、座礁により喪失する。12月15日、蝦夷地平定を宣言し、士官以上の選挙により総裁となった。
この間、イギリスとフランスは状況把握と自国民保護のため軍艦を箱館に派遣、榎本は11月8日に両国の艦長および在箱館領事と会談した。イギリス公使ハリー・パークスとフランス公使マキシミリアン・ウートレー（Maxime Outrey）は、旧幕府軍を「交戦団体」として認めず、日本の内戦には「中立」ではなく「不干渉」とするという訓示を出していた。しかし艦長らは口頭で英仏両国の意思を伝えたものの、榎本らから文書にして欲しいと求められ、翌日、「厳正中立を遵守する、旧幕府軍については英仏国民の生命・財産・貿易保護のためにのみ限定して『事実上の政権（Authorities de facto）』として承認する」という、先の訓示とは異なる内容の覚書を手渡した。それを知ったパークスらは、この覚書を否認する文書を作成し11月30日に旧幕府軍へ渡したが、榎本らは事実上の政権として認められたと「喧伝」した。
また、榎本は12月1日に新政府宛の嘆願書を英仏の艦長に託すが、12月14日、新政府に拒絶される。
12月18日、局外中立を宣言していたアメリカが新政府支持を表明。幕府が買い付けたものの戊辰戦争の勃発に伴い引渡未了だった装甲艦・甲鉄が、翌1869年（明治2年）1月、新政府に引き渡された。旧幕府軍は状況を打破すべく、3月25日早朝、宮古湾に停泊中の甲鉄を奇襲し、移乗攻撃（アボルダージュ）で奪取する作戦を実行するが失敗に終わる（宮古湾海戦）。
4月9日、新政府軍は蝦夷地・乙部に上陸し、旧幕府軍は5月初めには箱館周辺に追い詰められた。5月8日早朝、榎本自ら全軍を率いて大川（現在の七飯町）の新政府軍本陣を攻撃するが撃退される。
新政府軍は5月11日の総攻撃で箱館市街を制圧した後、箱館病院長・高松凌雲の仲介で五稜郭の旧幕府軍に降伏勧告の使者を送るが、5月14日、榎本らは拒否。榎本は拒否の回答状とともに、オランダ留学時代から肌身離さず携えていた『海律全書』が戦火で失われるのを避けるため新政府軍海軍参謀に贈った。これに対して新政府軍は海軍参謀名で感謝の意といずれ翻訳して世に出すという内容の書状と酒と肴を送っている。
5月15日に弁天台場が降伏し、16日に千代ヶ岱陣屋が陥落すると、同日夜、榎本は責任を取り自刃しようとするが、近習の大塚霍之丞に制止された。17日、榎本ら旧幕府軍幹部は亀田八幡宮近くの民家で黒田清隆らと会見し降伏約定を取り決め、18日朝、亀田の屯所に出頭し降伏した。

### 投獄

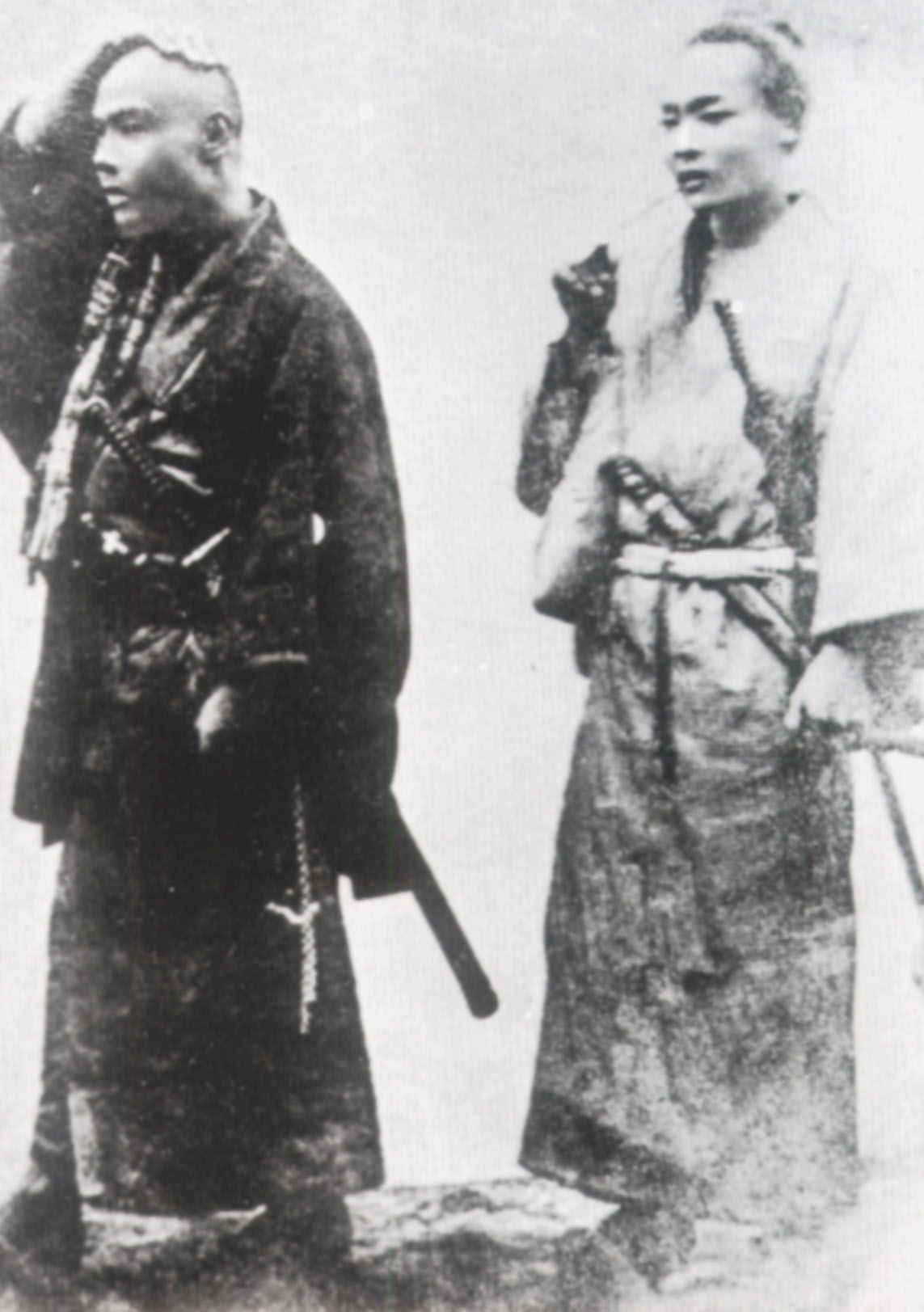
榎本武揚助命のため剃髪した黒田清隆（左）

榎本ら旧幕府軍幹部は、熊本藩兵の護衛の下、5月21日に箱館を出発し、東京へ護送された。6月30日に到着し、辰ノ口（現在の千代田区丸の内1丁目）にあった兵部省軍務局糾問所の牢獄に収監。榎本らは一般の罪人と同じ牢獄に一人ずつ入れられ、それぞれ牢名主となった。
政府内では榎本らの処置に関して対立があり、木戸孝允ら長州閥が厳罰を求めた一方、榎本の才能を評価していた黒田清隆、福沢諭吉らが助命を主張。糾問正・黒川通軌らによりフランス軍人の参加とガルトネル開墾条約事件に関する尋問が行われた以外、何も動きがないまま拘禁が続いた。
後年榎本を批判する福澤諭吉も助命活動を行っている。榎本の母と福澤の妻は遠縁であり本人同士はさほど面識がなかったが、榎本の妹婿で福澤の元上司でもあった元外国奉行・江連堯則から榎本の状況把握を依頼された福澤は糾問所に掛け合っている。その後、静岡にいた榎本の母と姉を江戸に呼び寄せ、榎本の母のために面会請願文を代筆した。なお福澤から化学の本を借りているが、日本一の化学者だと自負していた榎本は家族への手紙に、福澤の本は幼稚なもので、大勢の弟子を抱える福澤も大したことが無いと書き残している。
獄中では、洋書などの差し入れを受け読書に勤しみ、執筆や牢内の少年に漢学や洋学を教えたりしていた。また、兄の家計を助けるため、孵卵器や石鹸、蝋燭など様々な物の製造法を手紙で詳細に教えている。

### 開拓使
1872年（明治5年）1月6日、特赦により出獄、親類宅で謹慎する。3月6日に放免となり、同月8日、黒田が次官を務めていた開拓使に四等出仕として任官、北海道鉱山検査巡回を命じられた。
5月末、北垣国道らとともに海路北海道へ向かう。翌月から函館周辺を手始めに日高、十勝、釧路方面の資源調査を行い帰京。石炭隗を開拓使に持ち込んだ札幌在住の早川長十郎の情報を元に石狩炭田に関心を示す。
1873年（明治6年）1月、中判官に昇進。同年1月から3月にかけ、東京の開拓使仮学校で黒田・榎本・ケプロンは地質調査方針策定のために三者会談を行う。榎本は調査を進めるため、黒田がアメリカから招聘したホーレス・ケプロンとともに来道したが、ケプロンに更迭されていたトーマス・アンチセルを再登用しようとした。しかし、別途、ベンジャミン・スミス・ライマンに地質調査を行わせていたケプロンに反対される。同年夏、榎本は再度北海道に行き、熊石（現在の八雲町）の石炭山を調査した後、石狩山地に入り空知炭田を発見、良質な炭層であると分析結果を出した。しかしケプロンは、榎本の調査結果を認めず、「未熟の輩」と誹謗した。
北海道土地売貸規則が制定されると、1873年（明治6年）、早川長十郎に案内された石狩川沿いの対雁（ついしかり。現在の江別市）の土地10万坪、それと小樽（現在の小樽駅周辺）の土地20万坪を北垣国道とともに払い下げを受けた。対雁には「榎本農場」を開き、小樽には「北辰社」を設立し土地を管理した。

### 駐露特命全権公使
ロシア帝国との樺太の国境画定交渉と、ロシア皇帝アレクサンドル2世が仲裁することとなったマリア・ルス号事件に対処するため、駐露特命全権公使に決まった澤宣嘉が1873年10月に病死。榎本が代役として1874年（明治7年）1月10日の閣議で領土交渉使節に決定し、18日、駐露特命全権公使に任命された。併せて1月14日、日本最初の海軍中将に任命された。同年3月10日に横浜を出発、パリ・オランダ・ベルリンを経て、6月サンクトペテルブルクに着任。6月18日、アレクサンドル2世に謁見し、20日にはクロンシュタット軍港を視察した。領土交渉については、交際の広いポンペを日本公使館付属医師の名目で顧問に招きロシアの内部情報を探り、ロシア外務省アジア局長ピョートル・ストレモウホフとの交渉の末、1875年（明治8年）5月7日、外務大臣アレクサンドル・ゴルチャコフと樺太・千島交換条約を締結した。また、マリア・ルス号事件は同年6月13日、アレクサンドル2世の裁定が下り、日本が勝訴した。
その後、同年8月から9月にかけて西欧を視察。ドイツでクルップの工場と鉱山を見学した後、パリ、ロンドンを訪問した。またロシア滞在中、幕末の遣日使節であったエフィム・プチャーチンらと親睦を深めた。

#### シベリア横断
1878年（明治11年）7月26日、サンクトペテルブルクを出発し帰国の途に向かう。榎本は当時日本に広まっていた「恐露病」を克服するため、ロシアの実情を知ることを目的にシベリアを横断した。当時の日記によると、彼はオランダ語、ロシア語、ドイツ語、フランス語、英語を自由に使いこなしており、モンゴル語もシベリアで研究しようとしている。モスクワを経てニジニ・ノヴゴロドまで鉄道で行った後、船と馬車を乗り継ぎ、9月29日にウラジオストックに到着。そこで黒田清隆が手配していた汽船・函館丸に乗船し、10月4日小樽に帰着。札幌滞在の後、10月21日に帰京した。このとき、山内堤雲とともに小樽の手宮洞窟にある古代文字を調査し報告している。

### 帰国後
1879年（明治12年）2月12日、条約改正御取調御用掛を命じられ、同年9月10日に外務省二等出仕、11月6日に外務大輔となる。さらに11月18日、議定官を兼任した。在外時に不平等条約改正の必要性を痛感しつつも、極端な外国崇拝に反対の立場であり、欧化の風潮の強い外務畑では孤立気味であった。
1880年（明治13年）2月28日、海軍卿に就任。海上法規である日本海令草案を作成する が、海軍人事に介入したため薩摩出身者の怒りを買い、1881年（明治14年）4月7日、海軍卿を免ぜられ、同年予備役へ退いた。
当時、政府は明治宮殿の建設を計画しており、榎本は公使時代のロシア宮廷での経験を買われ、1881年5月7日に皇居造営御用掛、翌1882年（明治15年）5月27日、皇居造営事務副総裁に就任。このときから、皇室との関係が他の顕官に比べてより深いものとなった。
同年8月12日、駐清特命全権公使となり、妻子を連れて北京へ赴任。1883年（明治16年）末に李鴻章と大沽で会談、親交を深める。1884年（明治17年）に朝鮮で甲申事変が発生すると、日本側全権の伊藤博文を支え李鴻章と度々会談し、天津条約締結に貢献した。1885年（明治18年）10月、清国駐在を免ぜられ帰国した。

### 大臣を歴任

#### 逓信大臣
1885年12月22日(明治18年)、内閣制度が発足。第1次伊藤内閣の逓信大臣に就任する。1887年（明治20年）5月24日、勲功をもって子爵に叙される。1888年（明治21年）4月30日に黒田内閣が誕生すると、逓信大臣に留任するとともに、それまで黒田が務めていた農商務大臣を井上馨が後任となる7月25日まで臨時兼任した。同年、電気学会を設立、初代会長となる。

#### 文部大臣
1889年（明治22年）2月11日の大日本帝国憲法発布式では儀典掛長を務めた。同日暗殺された文部大臣・森有礼の後任として、3月22日、逓信大臣から文部大臣へ横滑りする。第1次山縣内閣で留任し、明治天皇の希望であった道徳教育の基準策定を命じられる。大臣親任式で天皇から特に希望されたにもかかわらず、積極的に取り組まなかった。そのため1890年（明治23年）2月の地方官会議で知事たちから突き上げられ、5月17日に更迭、枢密顧問官となった。また、同年開催された内国勧業博覧会の副総裁を務めた。

#### 育英黌農業科の開校

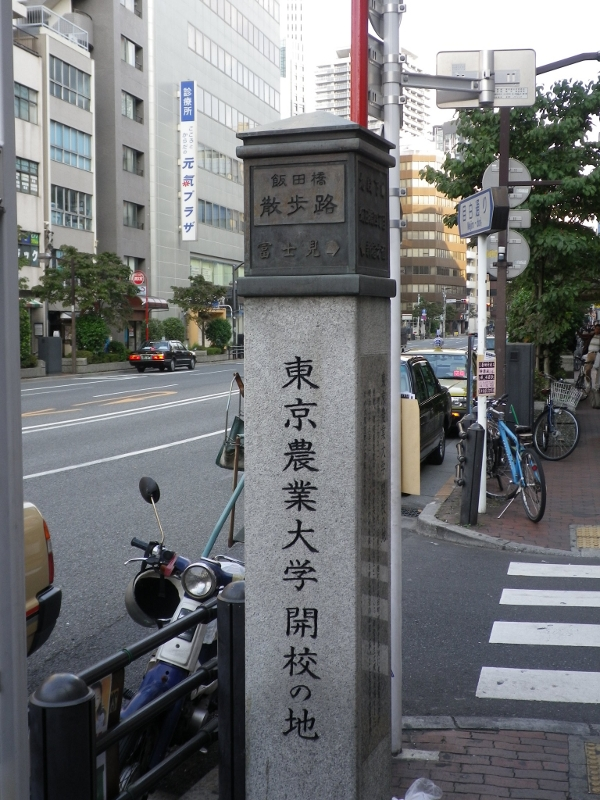
東京農業大学開校の地（東京都飯田橋）

1885年、榎本と伊庭想太郎らが中心となり、旧幕臣の子弟に対する奨学金支給のため徳川育英会を設立。この徳川育英会を母体に、1891年（明治24年）3月6日、東京・飯田橋に「育英黌」を設立し管理長に就任した（校長は永持明徳）。育英黌は、農業科（現在の東京農業大学）、商業科、普通科の3科があったが、甲武鉄道の飯田橋延伸に伴う敷地の買収話が持ち上がり、農業科は翌1892年10月23日、小石川区大塚窪町（現在の文京区大塚三丁目）に移転し、育英黌分黌農業科と改称した（校長は伊庭想太郎）。更に1893年、私立東京農学校と改称し、榎本は校主となった（校長は伊庭）。1894年に徳川育英会から独立したが、毎年の入学者が50人を超えず生徒が集まらない状況に榎本は廃校を決意。しかし農学校の評議員であった横井時敬が反対し運営を引き継ぐ。榎本は手を引き、1897年（明治30年）、農学校は大日本農会に移管された。

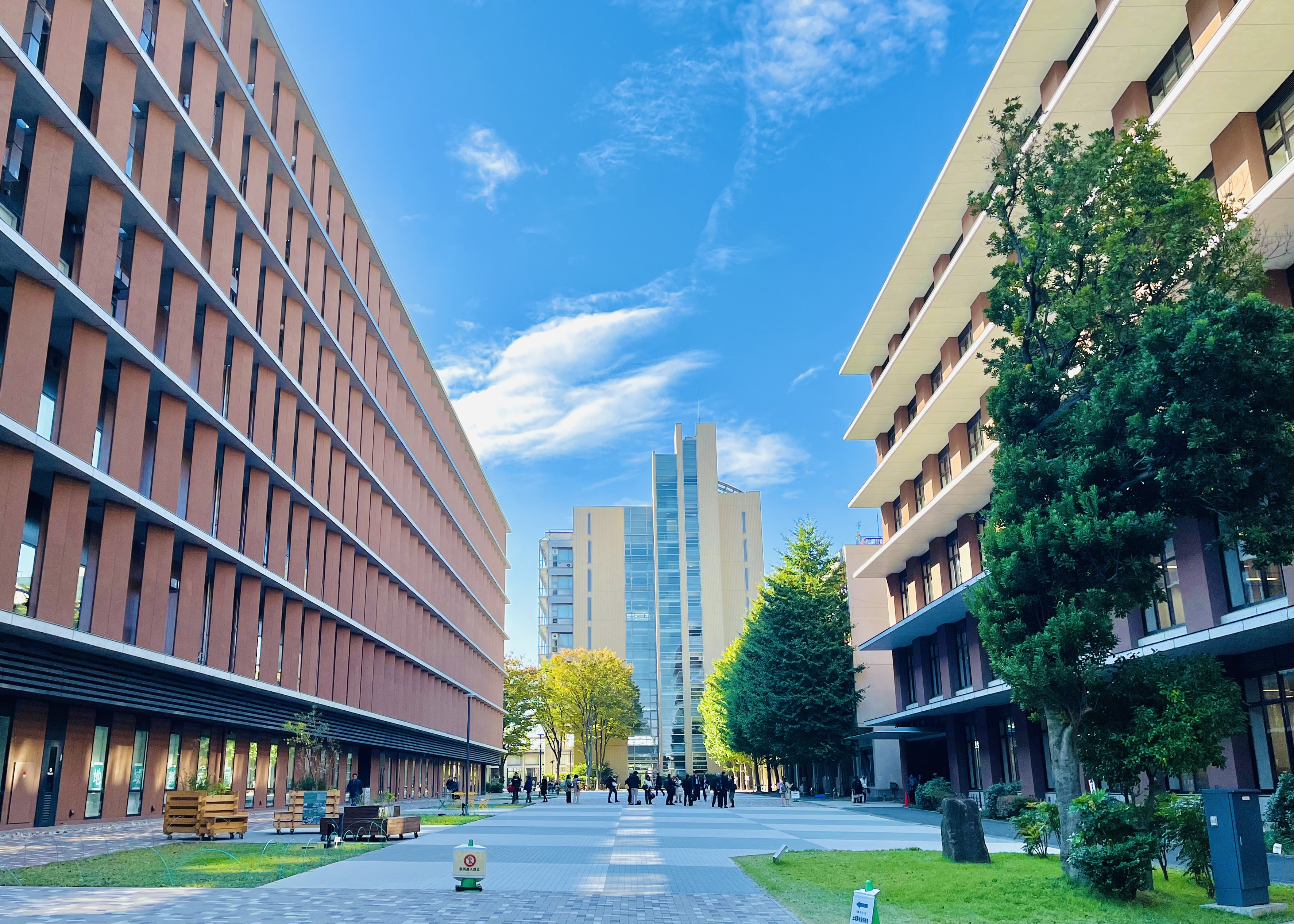
榎本武揚が設立した現東京農業大学（東京都世田谷区）

#### 外務大臣
1891年5月11日に大津事件が発生すると、榎本は、5月15日、ロシアへの謝罪使節・有栖川宮威仁親王の随行員を命じられた が、17日にロシア公使が使節派遣は不要と表明したことから中止となる。但し外務大臣・青木周蔵が引責辞任すると、5月29日、榎本が後任に任命され、義弟の林董を次官とした。青木が取り組んでいた条約改正交渉を継続し、1892年（明治25年）4月12日、条約改正案調査委員会を立ち上げる。5月、民法典論争貴族院内論戦では従来の政府の方針を踏襲し、断行派の中核として論陣を張っている。同年、ポルトガルが経費削減のため総領事を廃止したのを機に同国の領事裁判権を撤廃した。また、以前から私的に取り組んでいた海外殖民を政策として進めた（メキシコ殖民の項を参照）。
1892年8月8日、第1次松方内閣総辞職に伴い外務大臣を辞任、枢密顧問官となる。

#### 農商務大臣
1894年（明治27年）1月22日、第2次伊藤内閣の農商務大臣に就任。同年、当時国内唯一の近代的製鉄所であった岩手県釜石の田中製鉄所を視察する。
この頃の日本は鉄鋼需要の大半を輸入に依存しており、政府は新たに製鉄所（後の八幡製鐵所）の建設を計画していた。製鉄所は民営とすることで1893年に閣議決定していたが、榎本は大臣に就任すると官営を主張し先の閣議決定を覆す。1896年（明治29年）、製鉄所建設の予算が成立し、3月29日に製鉄所官制が公布。榎本は製鉄所初代長官に腹心の山内堤雲を就けた。なお、荒井郁之助による浦賀船渠の設立（1897年（明治30年））を後援している。

##### 足尾鉱毒事件
かねてより足尾銅山の鉱毒被害は問題となっており、1895年（明治28年）には、栃木県知事佐藤暢と群馬県知事中村元雄は連名で政府に足尾銅山に関する要望書を提出するが、榎本はこれを放置。1896年9月の大洪水で鉱毒被害が拡大・激化。翌1897年2月、田中正造が国会で鉱業停止を命じない理由の回答を求める質問書を提出し、政府の取り組みを非難する演説を行った。これに勢いづいた被害農民は1千名を超える陳情団（第1回大挙東京押出し）を上京させ、榎本は3月5日、被害農民と面談した。3月18日、先の田中の質問に対して、政府は榎本と内務大臣樺山資紀の連名で「示談契約は古河鉱業と被害農民の民事上の問題であり政府は関与しない。鉱業停止も鉱業条例に適合するか断言できない。但し政府は黙視していたわけではない」という回答書を出したが、この回答は被害農民の反発を招き、第2回大挙東京押出しを引き起こす。3月23日、榎本は谷干城や津田仙の助言を受け入れ、津田の案内で現地を視察。同日夜、大隈重信に相談し、24日に鉱毒調査委員会を設置した。27日に再度陳情団と面談の後、29日に大臣を引責辞任、前官礼遇を受ける。なお辞表では「脳症に罹り激務に耐えがたい」ことを辞任理由としている。

### メキシコ殖民
榎本は長年、海外殖民への関心を抱き、駐露特命全権公使時代には、岩倉具視に日本領が確定したばかりの小笠原諸島へ罪人を移住させたり、スペイン領のラドローネン諸島（マリアナ諸島）とペリリュー島を購入し、更にニューギニア島の一部とソロモン諸島などを日本領として、それらを拠点に貿易事業を推進することを建言していた。
1879年、渡辺洪基らと東京地学協会を立ち上げ、ボルネオ島とニューギニア島を買収し、日本人を移住させることを発案する。1891年、外務大臣に就任すると「移民課」を新設し、ニューギニア島やマレー半島などに外務省職員や移住専門家を派遣し、植民地建設の可能性を調査させた。そこへ在サンフランシスコ領事館からメキシコ政府が開発のため外資と移民を歓迎している話が入り、在米特命全権公使の建野郷三にメキシコ殖民の可能性を調査させた。建野がメキシコの地代は安く日本の農民を送って事業を興せば莫大な利益が得られるとの報告を上げると、榎本はメキシコ殖民に傾き、早速、メキシコに中南米初の領事館を開設した。
外務大臣辞任後の1893年（明治26年）、榎本が会長となり殖民協会を設立。根本正をメキシコに派遣し、コーヒー生産が期待できるという報告を受けた。続いて1894年、アメリカ留学帰りの橋口文蔵をメキシコ南部のチアパス州へ派遣し、エスクイントラが入植に最適との報告を受けた。殖民団の資金集めのため、1895年の墨国移住組合設立に続き、1896年12月、榎本が社長となり日墨拓殖株式会社を設立したが、1株50円で4,000株、20万円の資本金を集める計画に対し、1,919株しか売れなかった。榎本は資金調達が不調であるにもかかわらず、1897年1月、メキシコ政府とエスクイントラ官有地払下げ契約を締結。3月24日、36名の殖民団が横浜を出発した。殖民団は5月19日にエスクイントラに到着するが、マラリアが蔓延したことに加えて、雨季に入っていたためジャングルの伐採が進まず、入手したコーヒー苗も現地の環境に合わないものであったことなどで資金が尽き、逃亡者が発生して僅か3ヶ月で殖民地は崩壊した。榎本は1900年（明治33年）、事業を殖民協会会員で代議士の藤野辰次郎に譲渡し手を引いた。

### 晩年
1898年（明治31年）、富山県で発見された隕石から製作させた日本刀「流星刀」を皇太子に献上。流星刀の製造技術を論文『流星刀記事』として発表した。また同年、工業化学会の初代会長となる。1900年、盟友黒田清隆が死去した際、葬儀委員長を務めた。
1905年（明治38年）10月19日、海軍中将を退役となる。1908年（明治41年）7月から病気となり、10月26日、腎臓病で死去。享年73。同月30日、海軍葬が行われた。墓所は東京都文京区の吉祥寺にある。

## 栄典
位階
- 明治5年10月8日（1872年11月8日）- 従五位[201]
- 1874年（明治7年）2月18日 - 従四位[201][202]
- 1880年（明治13年）5月24日 - 正四位[201]
- 1886年（明治19年）10月19日 - 従二位[201][203]
- 1896年（明治29年）10月10日 - 正二位[204]

爵位
- 1887年（明治20年）5月24日 - 子爵[201][205]

勲章等
| 受章年                     | 略綬 | 勲章名                   | 備考 |
| -------------------------- | ---- | ------------------------ | ---- |
| 1878年（明治11年）2月6日   |      | 勲二等旭日重光章         |      |
| 1886年（明治19年）3月11日  |      | 勲一等旭日大綬章         |      |
| 1889年（明治22年）11月25日 |      | 大日本帝国憲法発布記念章 |      |
| 1890年（明治23年）5月22日  |      | 日本赤十字社特別社員章   |      |
| 1890年（明治23年）10月11日 |      | 銀杯一個                 |      |
| 1905年（明治38年）1月20日  |      | 御紋付御杯               |      |
| 1908年（明治41年）10月26日 |      | 旭日桐花大綬章           |      |

外国勲章佩用允許
| 受章年                     | 国籍           | 略綬 | 勲章名                                         | 備考 |
| -------------------------- | -------------- | ---- | ---------------------------------------------- | ---- |
| 1878年（明治11年）11月24日 | ロシア帝国     |      | 神聖スタニスラフ第一等勲章                     |      |
| 1879年（明治12年）12月3日  | イタリア王国   |      | 聖マウリッツィオ・ラザロ勲章グランオブヒシアル |      |
| 1881年（明治14年）7月29日  | 波斯国         |      | リオンエチエソレール第一等勲章                 |      |
| 1884年（明治17年）5月15日  | 大清帝国       |      | 二等第一双竜宝星                               |      |
| 1887年（明治20年）10月3日  | ポルトガル王国 |      | 聖ベネディクト騎士団勲章コマンデール           |      |
| 1888年（明治21年）1月28日  | ロシア帝国     |      | 神聖アンナ第一等勲章                           |      |
| 1892年（明治25年）3月14日  | ハワイ王国     |      | カラカウワ勲章ナイトグランドクロス             |      |
| 1892年（明治25年）6月29日  | ロシア帝国     |      | 白鷲大綬章                                     |      |
| 1893年（明治26年）6月21日  | 安南帝国       |      | 龍星第一等勲章                                 |      |
| 1894年（明治27年）3月7日   | オスマン帝国   |      | 美治慈恵第一等勲章                             |      |

## 人物

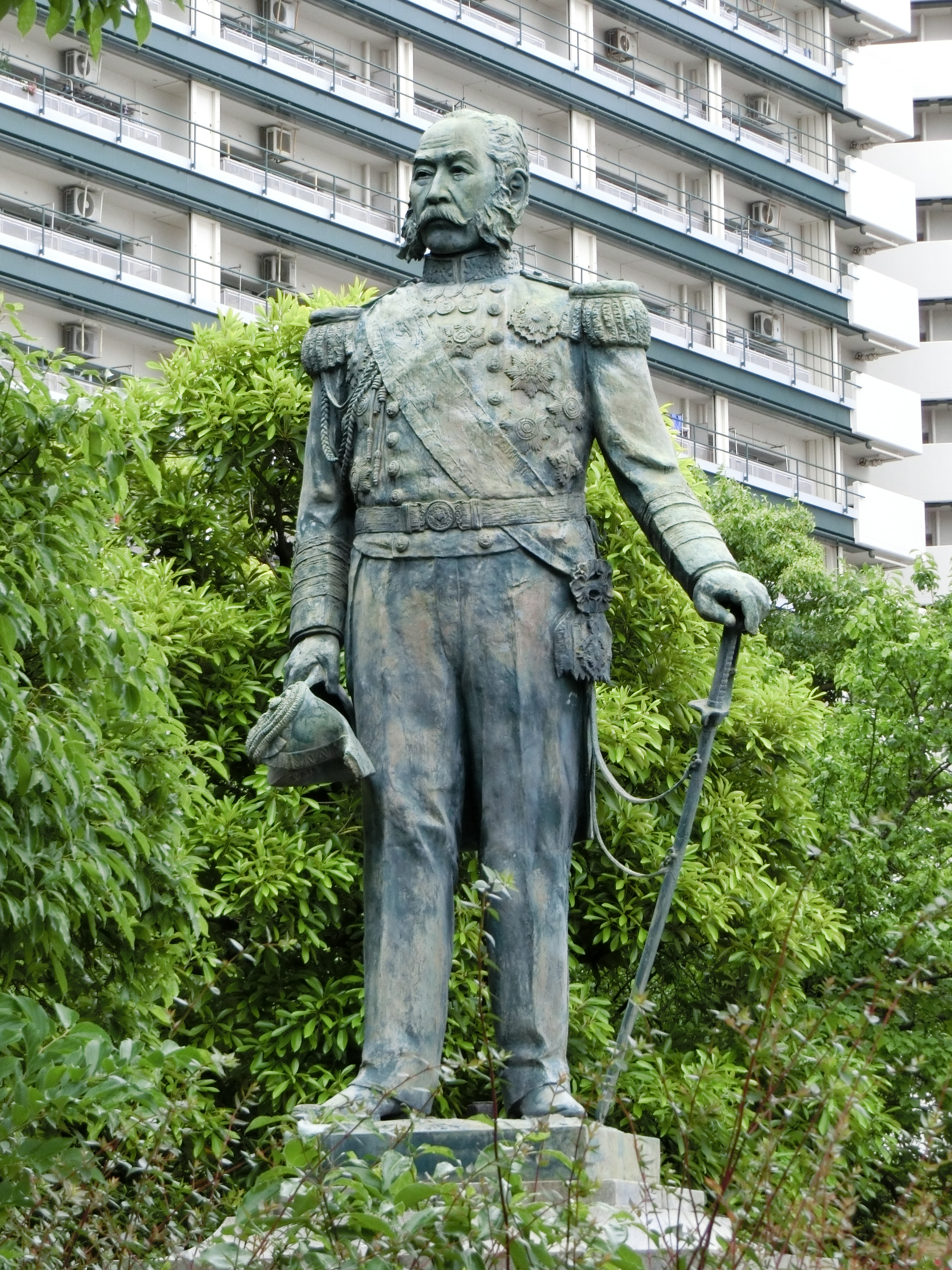
榎本武揚像（墨田区梅若公園）

鳥谷部春汀に「江戸っ子の代表的人物」と評されたように、執着心に乏しく野暮が嫌いで、正直で義理堅く、涙もろい人間であった。親交のあった新門辰五郎の孫を引き取り学校に通わせたり、困っている人がいれば気軽に金を貸していたが、林董は「一度人を信用すれば何でも信じてしまうため、友達としては最高だが、仕事仲間としては困る人だ」と評している。
投獄されていた際、市井無頼の徒と交流したこともあり、気軽で無頓着、清元節や都々逸など粋な趣味を持った。晩年も力士を座敷に招いて相撲を取らしたり、門付の新内語りを玄関先に呼び入れたりしていた。帝都で市場亭マンキ、屋根屋の弥吉、石定こと高橋定吉とならぶ顔役だった左官の安（鈴木安五郎）は榎本家出入を看板としていた。。
榎本は酒豪で日本酒を「米の水」と呼んでいた。農商務大臣時代、釜石の田中製鉄所へ視察に行った際には所長の横山久太郎と徹夜で呑み比べをしている。洒落っ気があり、戊辰戦争のときの心境について明治になってから聞かれた際、「今ならあんな幼稚なことはしないが、帰国したばかりで良く判らなかったし、長州人といっても当時はどこの馬の骨だか判らないので抵抗してみた」ととぼけている。また投獄中、重罪人であるにもかかわらず、当時の政府を批判する「ないない節」という戯れ歌を作っていた。
向島に屋敷を構えていた榎本は向島百花園を気に入り、晩年、朝夕の散歩がてら訪れては四季の草花を眺めていた。植物、特に外国の花については非常に博識で、百花園の主人に教えていたこともあるという。また、将軍家のために造られた御成座敷で酒を飲むのを好んでいた。園内には俳人・其角堂永機の「闇の夜や誰れをあるじの隅田川」という句碑があるが、榎本はこれを見て、拙い句だとして「朧夜や誰れを主（あるじ）と言問はむ鍋焼きうどんおでん燗酒」と詠み直している（燗酒の歌）。
政治家としては、実務的大臣を歴任し「明治最良の官僚」と評され、明治天皇からも信頼を得て、大津事件の謝罪使節派遣に際しては一旦辞退したものの、天皇・皇后から役目を受けるよう御諚を賜っている。しかし一方で、幕臣ながら薩長の政府に仕えた「帰化族の親玉」や、藩閥政治の中で名ばかりの「伴食大臣」という批判も受けた。

### 瘠我慢の説
榎本を大々的に批判した人物に、福澤諭吉がいる。1887年、榎本は清水次郎長らとともに清水・清見寺に咸臨丸の慰霊碑を建て、『史記』淮陰侯列伝の一節「食人之食者死人之事（人から恩を受けた者は、その人のために死ぬ）」を碑に記した。1890年、清見寺を訪れた際に碑を見て憤慨した福澤は、翌年、「幕府の高官でありながら新政府に仕え華族となった榎本と勝海舟は、本来徳川家に殉じて隠棲すべきであった」と批判する『瘠我慢の説』を書いた。福澤は榎本と勝に本書を送り意見を求めたが、当時、外務大臣であった榎本は、「多忙につき、そのうち返答する」という返事を出した。瘠我慢の説は1900年（明治33年）12月、世間に公表されたが、翌年2月に福澤が死去し、榎本は返答しないまま終わった。

### 逸話
- オランダ留学中に電信術を学び、帰国時にフランス製のディニエ電信機を持ち帰った。箱館戦争で倉庫に預けたまま失われていたが、明治に入り、沖牙太郎が古道具屋で購入した。榎本が電気学会会長であった1888年に電気学会講演会の場で紹介され、偶然にも再会することとなった。この電信機は現在、郵政博物館に収蔵されている[233]。
- 逓信大臣のとき、逓信省の「徽章（郵便記号）」を決定。1887年2月8日、逓信省告示第11号により「今より（T）字形を以って本省全般の徽章とす」と告示した[234] が、2月19日の官報で「Tは〒の誤り」[235] と変更した。その事情として、徽章が万国共通の料金未納・料金不足の記号「T」と紛らわしいことが判明したため、榎本が「Tに棒を一本加えて「〒」にしたらどうだ」と提案し、変更したという説がある[236]。郵便記号誕生に関する諸説のうちのひとつであるが、告示から正誤まで11日と短期間であることから、告示後に判明して変更したとするのは難しいと思われる。当初の案は、Tであったが、告示の段階ではすでに〒と変更されていたが、誤って当初の案で告示し、訂正した可能性もある。
- 徳川慶喜が公爵となったとき（1902年）、旧幕臣が集まり祝宴を開いた。その際、慶喜一家とともに榎本も加わって写真を撮ることになったが、榎本は主君と一緒の写真など失礼なことはできないとして遠慮している[237]。

### 系譜・親族

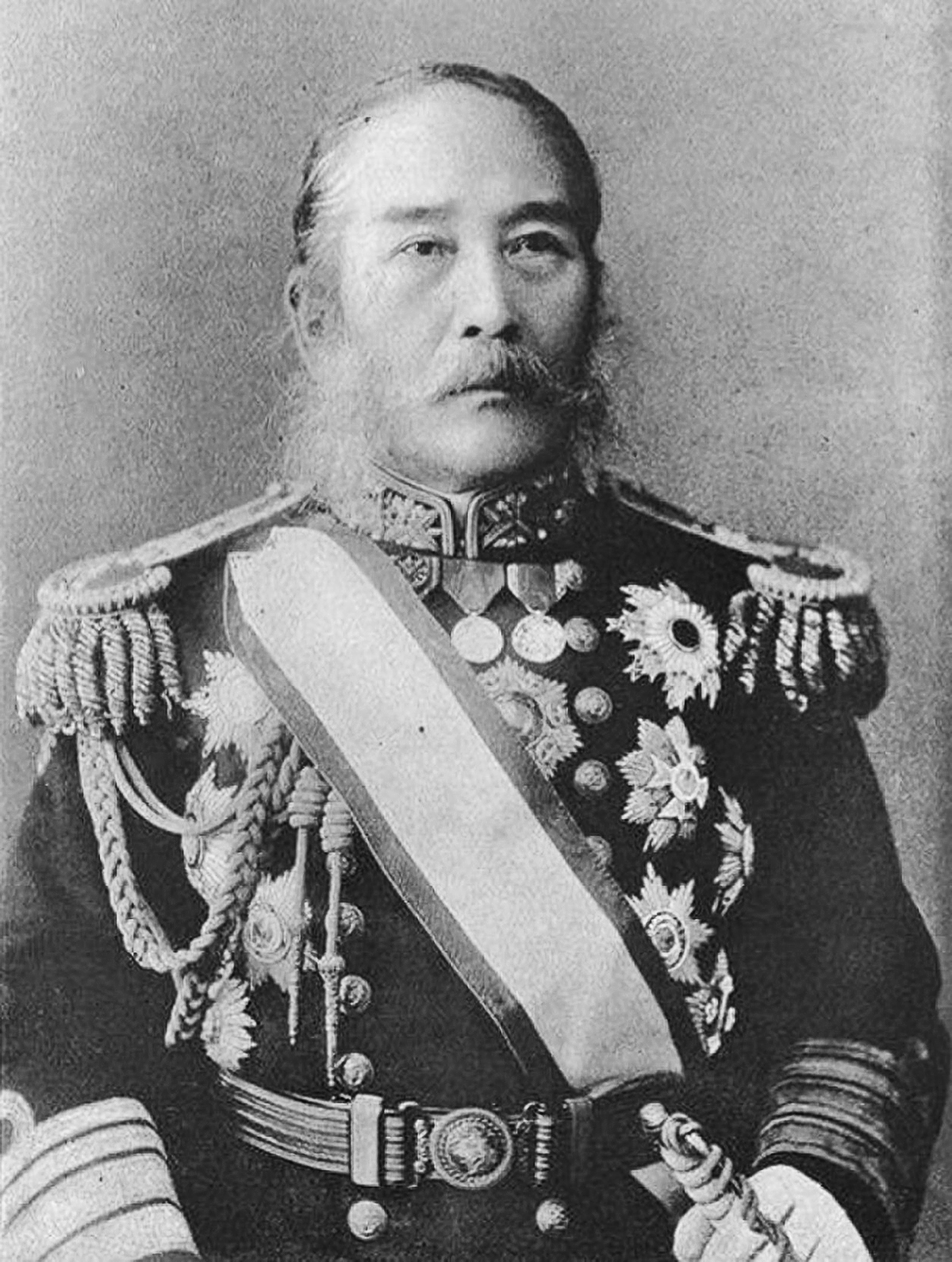
晩年の榎本武揚

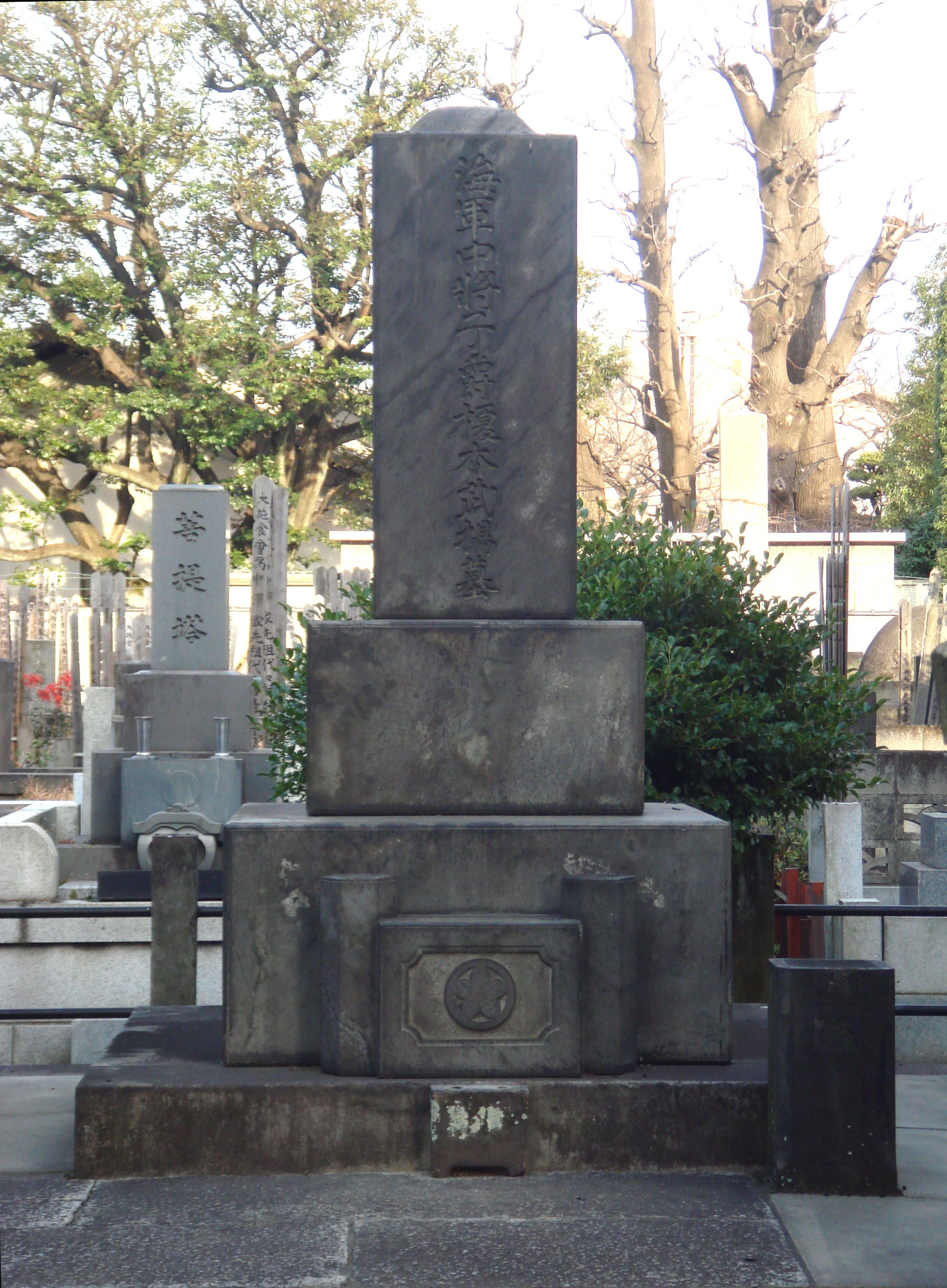
榎本武揚の墓（吉祥寺）

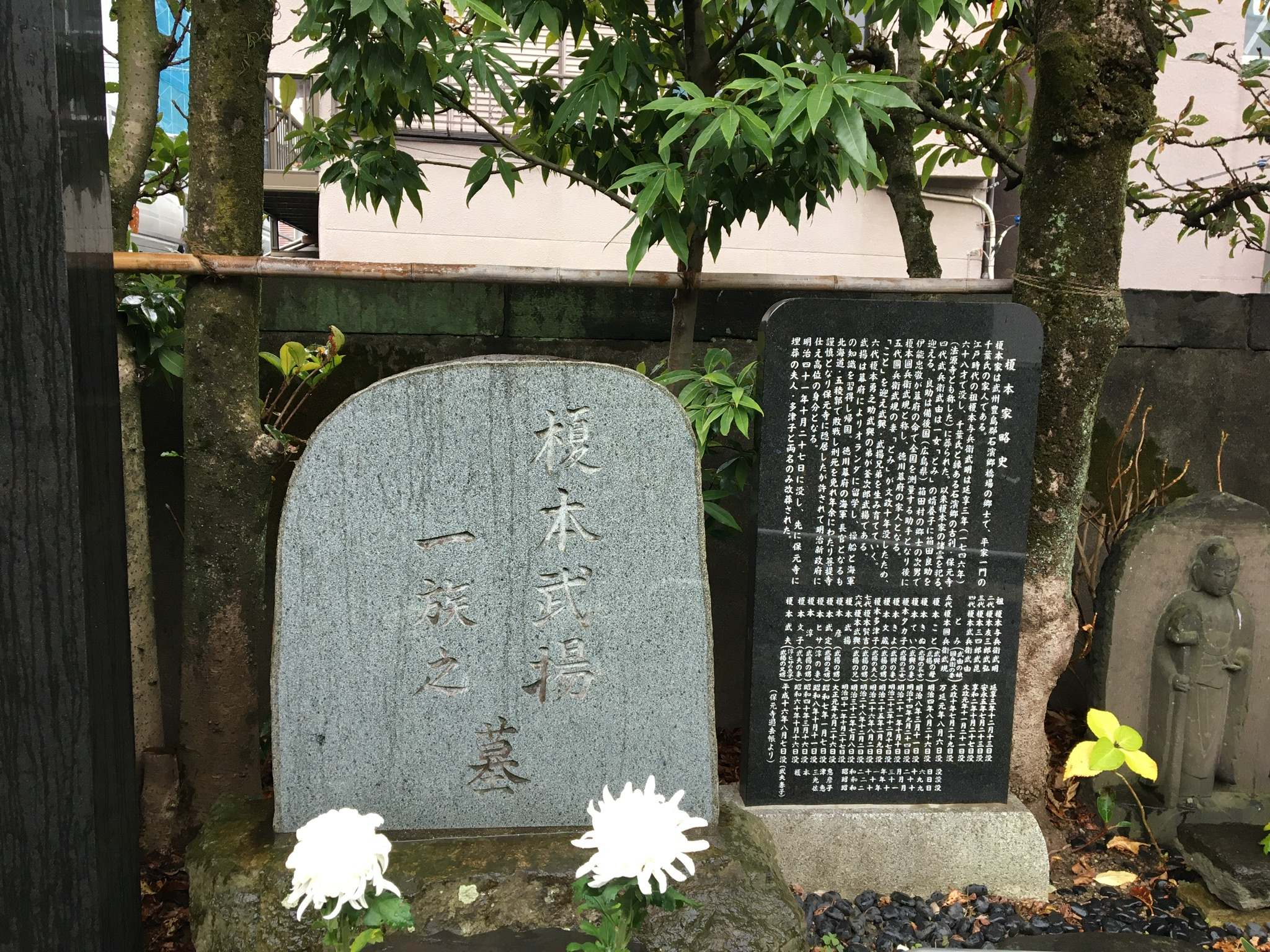
榎本武揚の墓（保元寺）

榎本家の先祖は相模国から武蔵国へ移り住んだ郷士であり、江戸時代は代々御徒士として仕えた家柄であった。家紋は丸に梅鉢。
- 父：武規（1790年（寛政2年） - 1860年（万延元年）8月6日[238]）
旧名は箱田真与（しんよ）、通称・良助、源三郎。榎本家に入婿した後の通称は円兵衛、左太夫[239][240]。備後国安那郡箱田村（現広島県福山市神辺町箱田）の庄屋・細川（箱田）園右衛門直知の次男[241]。菅茶山の廉塾に学び、数学を得意としていた。17歳の時、江戸に上り、兄・右忠太（うちゅうた）とともに伊能忠敬の弟子になる[242]。1809年（文化6年）の第1回九州測量以降、実測に随伴し、大日本沿海輿地全図の作成に貢献した[243]。伊能の死後、1818年（文政元年）[注 25]に御家人の榎本家の株を買い、榎本武兵衛武由の娘みつと結婚して婿養子となり、武規と名乗る[244]。1826年（文政6年）12月1日、天文方に出仕[239]。1833年（天保4年）7月23日に西丸御徒目付、1840年（天保11年）5月17日に右大将御付、同年8月8日に本丸勤務、1844年（弘化元年）に勘定となり、1846年（弘化3年）に小普請入りとなった[245]。
- 母：琴（? - 1871年（明治4年）8月26日[238]）
武規の後妻。一橋家馬預・林代次郎正利の娘[246]。
- 妻：たつ（多津、1852年（嘉永5年）6月1日 - 1892年（明治25年）8月2日[238][247]）
林洞海とつる（佐藤泰然の長女）の長女で、林研海の妹。妹に赤松則良の妻となった貞、弟に西周の養子となった西紳六郎、母方の叔父に松本良順、および林洞海の養子となり弟となった林董、叔母に山内作左衛門（山内提雲の兄）の妻となったふさがいる。
- 長男：武憲（1873年（明治6年）1月1日 - 1924年（大正13年）11月6日[248]）
幼名・金八。黒田清隆の長女・梅子（1882年（明治15年）1月24日 - 1934年（昭和9年）2月26日[248]）と結婚。2人の娘・千代子（1905年（明治38年）1月5日 - 1969年（昭和44年）11月7日[249]）は、黒田清隆の養子・常清に嫁いでいる[130]。1908年（明治41年）11月10日に子爵位を継承、貴族院議員。東京農業大学客員教授の榎本隆充は武憲の孫。
- 長女：きぬ - 幼少時に死亡[238]。
- 次男：春之助（1880年（明治13年）1月20日 - 1966年（昭和41年）6月21日[248][注 26]）
- 三男：尚方（1883年（明治16年）11月8日 - 1954年（昭和29年）11月25日[238]） - 陸軍歩兵中尉[250][251]。
- 次女：不二子（1886年生） - 資産家石川章雄に嫁ぎ、一男一女あり[238][252]。章雄（1879年生）は旧幕臣で会計検査院部長を務めた石川敬直の子で、東京帝国大学法科大学独法科卒業後、司法官試補、日本郵船を経て日本銀行勤務、昭和恐慌の際、日銀が支援していた近江銀行の整理に当たったのち離職、その後宿病悪化し早世した[253][252][254]。
- 三女：多賀子 - 幼少時に死亡[238]。
- 長姉：端清 - 母は武規の最初の妻・みつ。御徒・安香助次郎民堯に嫁ぐ[239]。
- 次姉：らく（観月院） - 鷹匠・鈴木金之丞経正に嫁ぐが若くして未亡人となる。武揚が慕っていた[246]。
- 兄：武与（與）（たけとも、1832年（天保3年） - 1900年（明治33年）7月13日[238]）
幼名・鍋太郎。通称・勇之丞。大番格歩兵指図役を務めた[34]。
- 妹：歌 - 目付、外国奉行等を歴任した江連堯則に嫁ぐ[255]。
- 姪：壽満（すま、生没不詳)、兄・武与の娘。石黒五十二に嫁ぐ。孫に石黒修、曽孫に石黒賢がいる。

## 著作
- 『渡蘭日記』
オランダ留学時のバタビアからセントヘレナ島までの日記。同島で榎本が破棄しようとしたものを澤太郎左衛門が貰い受けた[256]。
- 『獄中詩』
投獄中の日記。
- 『開成雑爼』
投獄中に執筆した、油、石鹸、蝋燭などの製造法を記した書[257]。
- 『北海道巡回日記』
開拓使で北海道の資源調査を行った際の記録。
- 『西比利亜日記』
シベリア横断時の日記。大小の冊子2冊に記された。長らく存在は知られていなかったが、関東大震災で倒壊した榎本の屋敷を整理していた同家の執事・近松虎蔵（新門辰五郎の孫）が1935年（昭和10年）、武揚の次男・榎本春之助に見せ、世間に明らかになった[258]。1939年（昭和14年）、南満洲鉄道により出版された[259]。
- 『流星刀記事』

### 翻訳
- 『朝鮮事情』
フランス人宣教師シャルル・ダレ著『朝鮮教会史』のうち国内事情を記した序論を、駐露特命全権公使時代にポンペとともに翻訳[260]。
- 『千島誌』
ロシア人・ポロンスキー（A.S.Polonsky）の著作を駐露特命全権公使時代に市川文吉・花房義質らと翻訳[261]。

## 海律全書
フランス人のジャン・フェリーチェ・テオドール・オルトラン（Jean Felieché Théodore Ortolan）著の海洋法に関する本。原題は"Règles internationales et diplomatie de la mer"（「海の国際法と外交」）。榎本が高松凌雲に宛てた手紙で"Règles internationales"に「海律」という日本語を当てたことから、『海律全書』または『万国海律全書』と呼ばれるようになった。1845年に初版が発行され、榎本留学中の1864年に第4版が出版されている。上下2冊で構成され、第1冊は総論、序論と平時法規、第2冊は戦争状態を扱っている。日本では、1899年（明治22年）に海軍参謀本部により『海上国際条規』として和訳された。
榎本が所持していた「本」は、化学の師であるハーグ大学フレデリクス教授が蘭訳し自筆筆写したもので、オランダ語で"Diplomatie der Zee"（「海の外交」）という題名が付けられていた。なおオルトランの原書の完全訳ではなく、榎本用に内容を取捨かつ判りやすくしたものであり、後に榎本により原書と対比した書き込みがなされている。
箱館戦争の際に榎本から受け取った黒田清隆は、維新後、本書を海軍省に納めたが、榎本は海軍卿時代に本書を海軍省の書庫で発見し、再び自分の蔵書とした。その後、孫・武英が1916年（大正5年）に宮内省に献上、現在は宮内庁書陵部に保管されている。
なお、榎本の投獄中に福沢諭吉が本書の翻訳を依頼されている。福澤は本書の序文4-5頁だけ翻訳して、これは貴重な本だが講義録であるから講義を聞いた本人でなければ判らないとして、暗に榎本の助命を求めていた。

## 榎本武揚を題材とする作品
文学作品
- 安部公房『榎本武揚』（1964年。長編小説と戯曲がある。舞台では高橋昌也、永島敏行らが演じた）
- 門井慶喜『かまさん』
- 佐々木譲『武揚伝』
- 子母澤寛 『行きゆきて峠あり』
- 綱淵謙錠『航－榎本武揚と軍艦開陽丸の生涯』
- 童門冬二『小説 榎本武揚』
- 中薗英助『榎本武揚シベリア外伝』
- ヴャチェスラフ・カリキンスキイ（Viacheslav Kalikinskiĭ）『駐露全権公使　榎本武揚』

テレビドラマ
- 『獅子の時代』（1980年、NHK大河ドラマ、演：新克利）
- 『五稜郭』（1988年、日本テレビ年末時代劇スペシャル、演：里見浩太朗）
- 『勝海舟』（1990年、日本テレビ年末時代劇スペシャル、演：吉岡祐一）
- 『新選組!』（2004年、NHK大河ドラマ、演：草彅剛）
- 『新選組!! 土方歳三 最期の一日』（2006年、NHK正月時代劇、演：片岡愛之助）

舞台作品
- 『結びの響、始まりの音』（2018年、ミュージカル『刀剣乱舞』、演：藤田玲）

漫画
- 『ねこねこ日本史』（そにしけんじ）
- 『ゴールデンカムイ』（野田サトル）

## ゆかりの地

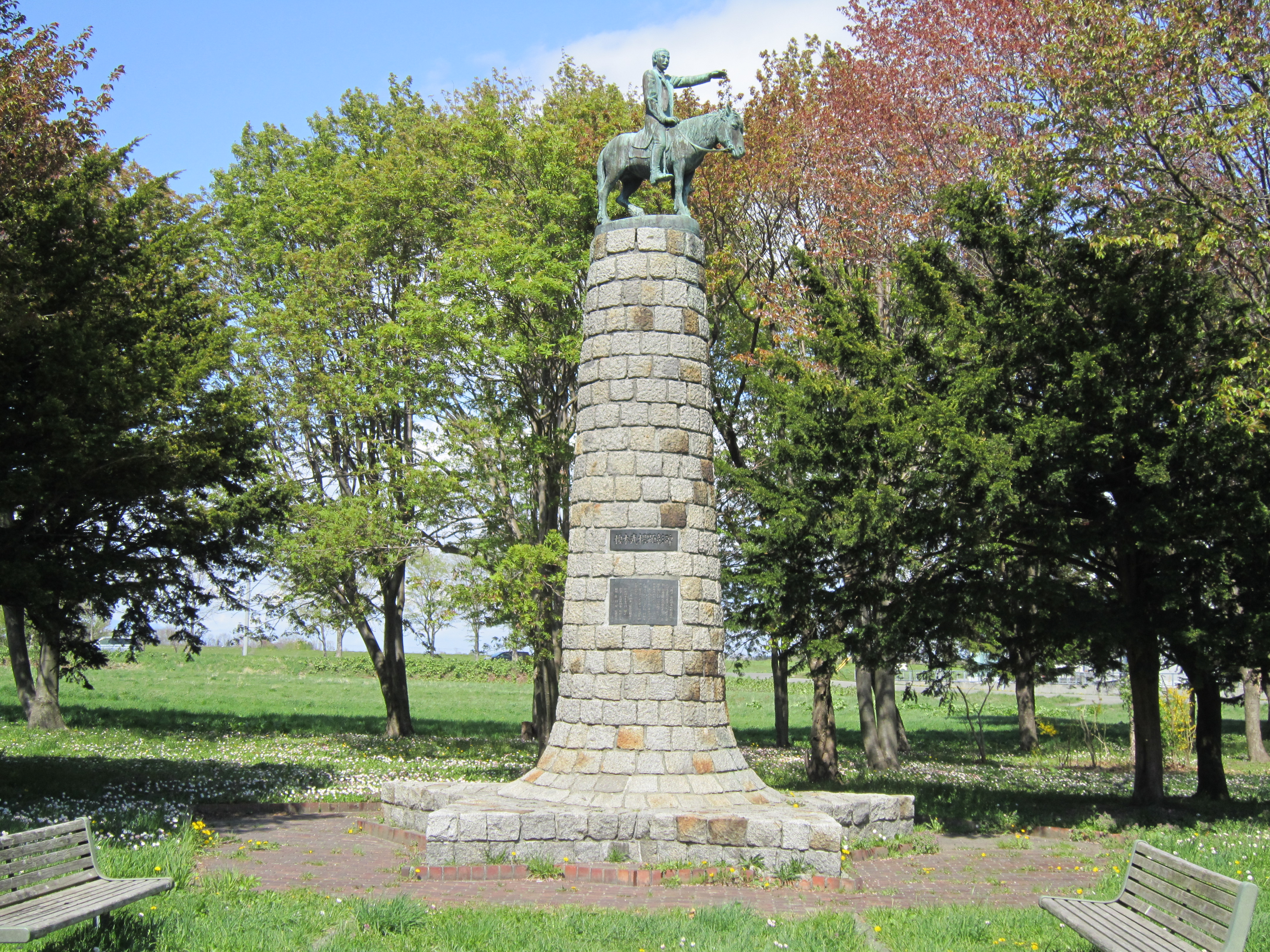
榎本武揚像（江別市榎本公園）
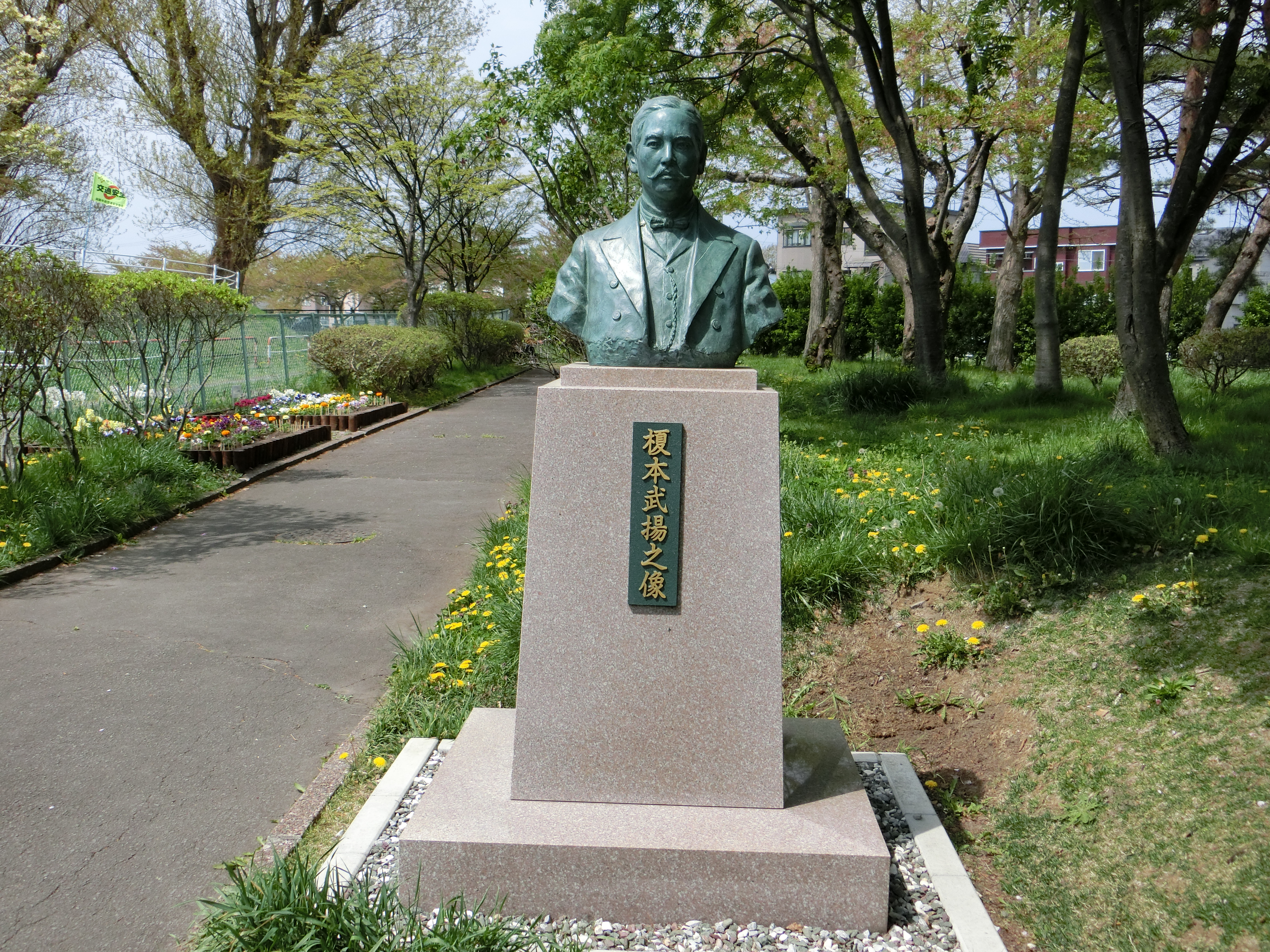
榎本武揚像（函館市梁川公園）

榎本公園
北海道江別市工栄町
1873年（明治6年）に10万坪の払下げを受けて造った「榎本農場」の跡地に整備された。佐藤忠良作の銅像がある。
龍宮神社
北海道小樽市稲穂3丁目
榎本が北垣国道と共同で払下げを受けた地所の一角に建立された。榎本の銅像がある。
梁川公園
北海道函館市梁川町
榎本の銅像がある。なお、函館市には榎本町、梁川町と由来する町名が2つある。
梅若公園
東京都墨田区堤通2丁目
防災団地である都営白鬚東アパートの一角にある。元は榎本がよく散策していた木母寺があった場所であり、1913年（大正2年）に建てられた榎本の銅像がある。
- 榎本武揚像（江別市榎本公園）
- 榎本武揚像（函館市梁川公園）